# Autorità di bacino del fiume Tevere
L'Autorità di bacino del fiume Tevere è una delle Autorità istituite a seguito dell'art. 13 della legge del 18 maggio 1989, n. 183 che gestisce il bacino idrografico dell'omonimo fiume. 
Il territorio gestito dall'ente è suddiviso fra 369 comuni appartenenti a Abruzzo, Emilia-Romagna, Lazio, Marche, Toscana, Umbria. Appartiene alla gestione anche Città del Vaticano.
La sede amministrativa è a Roma.